# Записка о древней и новой России
«Записка о древней и новой России в её политическом и гражданском отношениях» — развёрнутый меморандум, составленный придворным историографом Н. М. Карамзиным для Александра I по просьбе его сестры Екатерины Павловны в 1811 году. Вошёл в историю как первый манифест российского консерватизма.
Вступив на российский престол в 1801 году, молодой император Александр Павлович наметил амбициозную программу либеральных преобразований, предполагавшую мягкое ограничение самодержавной власти. Это не на шутку встревожило консервативную часть русского дворянства. Выразителем их настроений и выступил историограф Карамзин. Опираясь на бесподобное знание отечественной истории, самый знаменитый прозаик России того времени доказывал императору незыблемость и спасительность самодержавного устройства как оплота государственного порядка:
Самодержавие есть палладиум России; целость его необходима для её счастья.
Карамзин работал над «Запиской» с декабря 1810 по февраль 1811 года. В марте того же года в Твери, в «очарованном замке» великой княгини, записка была передана лично императору. По отзывам современников, первая реакция самодержца на критику своих начинаний была отрицательной. Тем не менее в продолжение следующего года главный идеолог реформ М. Сперанский был удалён в ссылку, а либеральные преобразования были свёрнуты.
В продолжение 1810-х годов, по мере того как охранительные тенденции всё более овладевали императором, авторитет Карамзина при дворе возрастал. В 1816 году Александр попросил его составить новую записку («О Польше, мнение Русского Гражданина»), которая была принята им гораздо более благосклонно. Существование политических трактатов Карамзина не афишировалось, они не предназначались им для печати, и о них мало кто знал.
Просьба Карамзина о возвращении ему рукописи «Записки» осталась без внимания, но по рукам ходило несколько списков с неё. Трактат в сжатом виде содержит идеологическую программу многотомной «Истории государства Российского», над которой автор будет работать до конца жизни. Карамзин впервые привлекает внимание к тёмной стороне петровских реформ и ставит ряд проблем, которые будут позднее занимать западников и славянофилов. В согласии с заветами Бёрка он требует от власти «более мудрости охранительной, нежели творческой».
Поскольку Карамзин позволил себе критиковать практически все начинания молодого императора и вольно отзывался о его предшественниках на троне, министр просвещения С. С. Уваров запретил А. С. Пушкину поместить записку в «Современнике». Лишь небольшие отрывки увидели свет на страницах журнала в год смерти поэта. Невзирая на цензурные препоны, М. А. Корф (1861), П. И. Бартенев (1870), А. Н. Пыпин (1900) и В. В. Сиповский (1914) поэтапно сделали достоянием гласности весь текст «Записки».
Николай I возобновил практику составления аналитических записок, которые для него готовил один из последователей Карамзина — известный историк М. П. Погодин. В 1875—1881 годах в Петербурге издавался журнал «Древняя и Новая Россия», название которого сознательно отсылает к этому трактату.

## Научная публикация
- Карамзин Н. М. Записка о древней и новой России в её политическом и гражданском отношениях / Примечания Ю. С. Пивоварова. — М.: Наука. Главная редакция восточной литературы, 1991. — 128 с. — 50 000 экз. — ISBN 5-02-017587-0. (обл.)